# گروه محکومین
«گروه محکومین» یا «در سرزمین محکومان» (به آلمانی: In der Strafkolonie) داستانی کوتاه از فرانتس کافکا است.

## به فارسی
صادق هدایت ترجمه‌ای فارسی (از روی ترجمهٔ فرانسوی) از این داستان دارد. بعدها علی‌اصغر حدّاد از اصلِ آلمانی به فارسیش درآورد.